# Bjarni Benediktsson
Bjarni Benediktsson (n. 26 ianuarie 1970, Reykjavík, Islanda), cunoscut colocvial ca Bjarni Ben, este un fost politician islandez care a ocupat funcția de prim-ministru al Islandei⁠(d) din ianuarie până în noiembrie 2017 și din nou din aprilie până în decembrie 2024. A fost liderul Partidului Independenței⁠(d) din Islanda între 2009 și 2025 și a deținut funcția de ministru de finanțe și afaceri economice din 2013 până în 2017, post pe care l-a păstrat ulterior sub conducerea lui Katrín Jakobsdóttir până la demisia sa din octombrie 2023. După ce a fost pentru scurt timp ministru al afacerilor externe între 2023 și 2024, Bjarni a devenit din nou prim-ministru la 9 aprilie 2024.
De-a lungul carierei sale, Bjarni a fost uneori numit politicianul „teflon”, datorită capacității sale de a-și păstra poziția de unul dintre cei mai influenți politicieni ai Islandei, în ciuda implicării frecvente în scandaluri politice.

## Biografie
Bjarni s-a născut la Reykjavík. Fratele bunicului său a fost fostul prim-ministru cu același nume, Bjarni Benediktsson.
După ce a obținut o diplomă în drept la Universitatea din Islanda, Bjarni a continuat studiile în Germania, unde a studiat limba germană la Goethe-Institut și dreptul la Universitatea din Freiburg, între 1995 și 1996. În anul următor, a urmat cursurile Universității din Miami, în Statele Unite, unde a obținut o diplomă de master în drept. Apoi s-a întors în Islanda, unde a lucrat ca avocat.

### Carieră politică

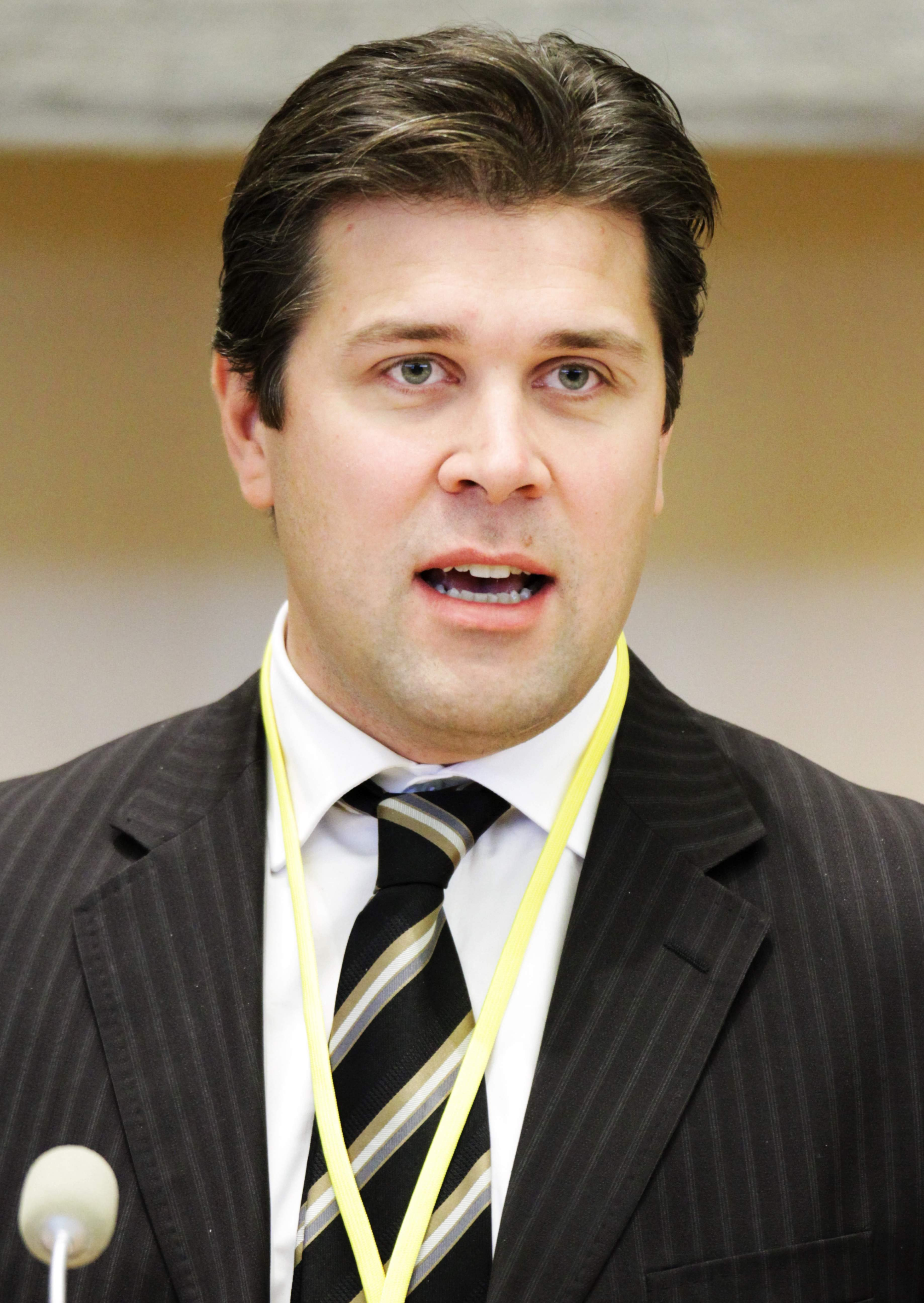
Bjarni Benediktsson în 2009

Bjarni a intrat în parlamentul național în 2003 și a fost activ în mai multe comisii în domeniile economiei și fiscalității, industriei și afacerilor externe.
Bjarni a fost ales lider al Partidului Conservator Independența la congresul național din 29 martie 2009, cu 58,1% din voturi, cu aproximativ o lună înainte de alegerile legislative islandeze din aprilie 2009. Partidul a ocupat locul doi în alegeri, obținând 16 mandate, cu nouă mai puține decât în alegerile precedente. După ce a recunoscut înfrângerea la 26 aprilie 2009, Bjarni a declarat că partidul său și-a pierdut încrederea alegătorilor. „Am pierdut de data aceasta, dar vom câștiga din nou mai târziu”, a spus el.
La alegerile Althing din 28 aprilie 2013, Partidul Independența și aliatul său, Partidul Progresist, au obținut câte 19 mandate fiecare. La 17 mai 2013, mass-media islandeză a raportat că Bjarni urma să preia funcția de ministru al finanțelor și afacerilor economice într-un cabinet condus de liderul Partidului Progresist, Sigmundur Davíð Gunnlaugsson⁠(d). La alegerile Althing din 2016, Partidul Independența a câștigat 21 de mandate, în timp ce Partidul Progresist doar 8. La scurt timp după rezultate, prim-ministrul Sigurður Ingi Jóhannsson⁠(d) și-a dat demisia. O nouă coaliție între Partidul Independența, Viðreisn și Bright Future a fost formată în ianuarie 2017, iar Bjarni a fost desemnat să devină prim-ministru.
În ianuarie 2025 și-a dat demisia din parlament și a anunțat că nu va candida pentru un nou mandat ca lider al Partidului Independența.

## Controverse

### Panama Papers
Conform unui raport din 2016, Bjarni „deținea ceea ce se numește «împuternicire» asupra unei companii-fantomă” implicate în scandalul Panama Papers.
Bjarni a fost criticat în ianuarie 2017 pentru că nu a făcut public un raport guvernamental privind activitățile bancare offshore ale islandezilor înainte de alegerile parlamentare din 2016. El a declarat fals jurnaliștilor că nu văzuse raportul înainte de alegeri. Ulterior și-a cerut scuze pentru „cronologia inexactă” pe care o prezentase.

### Încălcarea regulilor COVID-19
Înainte de miezul nopții, pe 23 decembrie 2020, poliția din Reykjavík a desființat o adunare de 40-50 de persoane la galeria de artă Ásmundarsalur, pentru încălcarea restricțiilor COVID-19. Raportul poliției a menționat că un ministru de rang înalt din guvern a fost prezent, acesta fiind ulterior identificat ca Bjarni. În acea perioadă, restricțiile COVID-19 limitau adunările în Islanda la maximum zece persoane. De asemenea, localul, care vinde băuturi alcoolice, nu avea voie să fie deschis după ora 22:00.
Bjarni a susținut că a vizitat expoziția împreună cu soția sa pentru a saluta prietenii și că a stat doar 15 minute, timp în care numărul invitaților a crescut. „Reacția corectă ar fi fost să părăsesc galeria imediat ce am realizat că numărul persoanelor depășea limita. Nu am făcut asta și îmi cer scuze pentru această greșeală”, a spus el într-o declarație postată pe Facebook. Potrivit unei surse a ziarului Vísir, însă, Bjarni ar fi fost prezent cel puțin 45 de minute.
Epidemiologul-șef Þórólfur Guðnason a declarat că gesturile lui Bjarni au dat un „exemplu prost” și nu se aștepta ca publicul să perceapă situația pozitiv. Mai mult, el a spus că adunarea a reprezentat o încălcare clară a restricțiilor COVID-19.

### Prim-ministru (2017)
Bjarni a devenit prim-ministru al Islandei la 11 ianuarie 2017. În septembrie 2017, viitorul guvernului islandez și mandatul lui Bjarni ca prim-ministru au fost puse sub semnul întrebării după ce partidul Lumină pentru Viitor (Bright Future) s-a retras din coaliția de guvernare. Decizia a survenit în urma dezvăluirii că miniștri ai Partidului Independenței au ascuns faptul că tatăl lui Bjarni, Benedikt Sveinsson, a recomandat ștergerea cazierului unui infractor condamnat pentru abuz sexual asupra unui minor, Hjalti Sigurjón Hauksson.
Ministrul Justiției, Sigríður Andersen, îl informase pe Bjarni despre implicarea tatălui său în scrisoarea de recomandare în iulie, dar a refuzat să dezvăluie autorul scrisorii până când a fost obligată de o comisie parlamentară.
În ianuarie 2017, Bjarni a fost desemnat al optulea cel mai atrăgător șef de stat din lume.

### Ministru al finanțelor și afacerilor economice (2017–2023, al doilea mandat)
După alegerile parlamentare din 2017, Katrín Jakobsdóttir a devenit prim-ministru, iar în urma unui acord de coaliție, Bjarni a preluat din nou funcția de ministru al finanțelor. Bjarni a demisionat la 10 octombrie 2023, după publicarea unui raport al Avocatului Poporului din Althing, care critica sever modul în care a gestionat vânzarea acțiunilor statului la banca Íslandsbanki.

### Ministru al afacerilor externe (2023–2024)

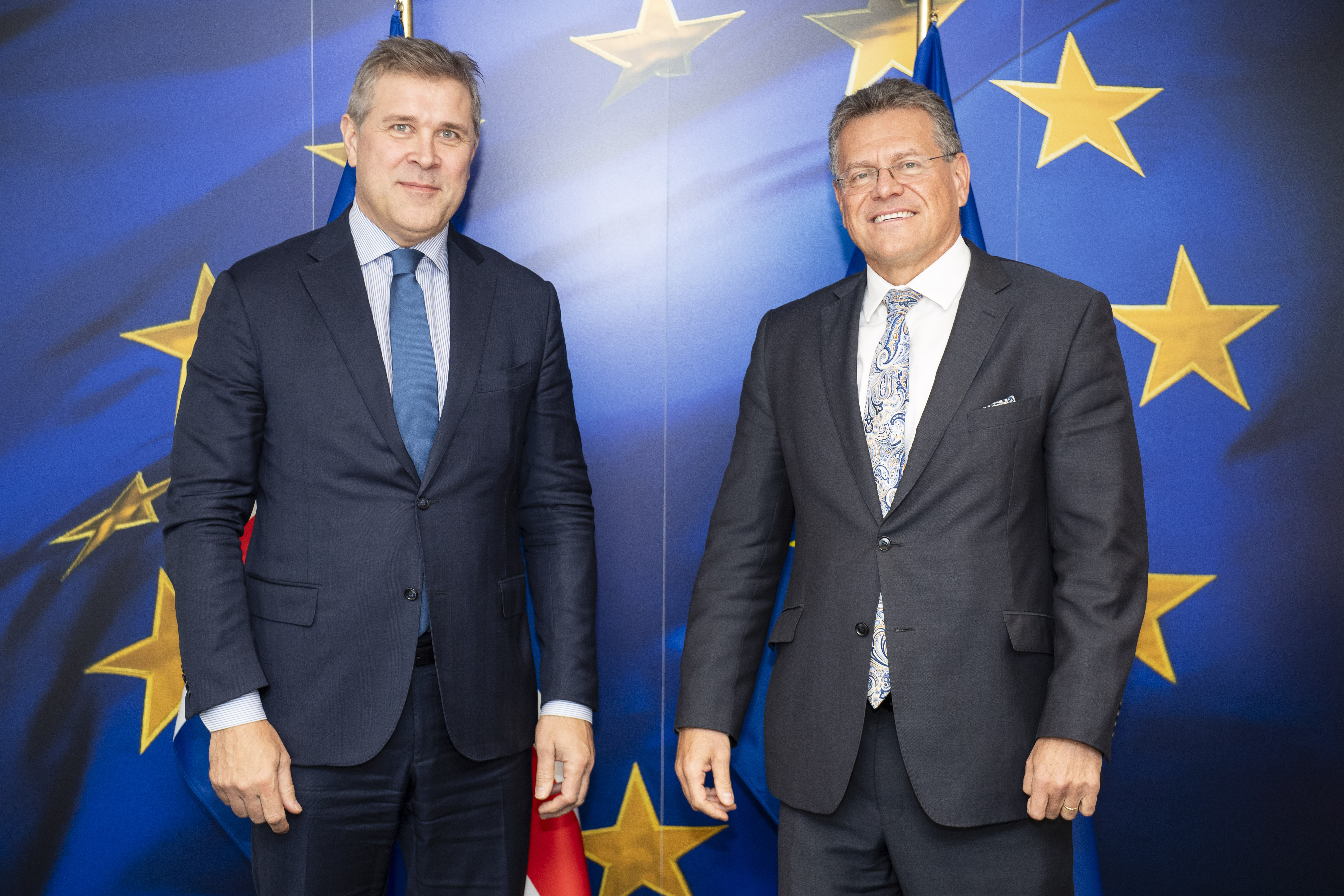
Bjarni Benediktsson alături de vicepreședintele Comisiei Europene,, la Bruxelles, 20 noiembrie 2023

La doar câteva zile după demisia din funcția de ministru al finanțelor, Bjarni a fost numit ministru al afacerilor externe. Predecesoarea sa în această funcție, Þórdís Kolbrún R. Gylfadóttir⁠(d), a devenit succesoarea lui la ministerul de finanțe.
În cadrul unei reuniuni a miniștrilor nordici de externe desfășurate la Oslo, Norvegia, în noiembrie 2023, Bjarni a refuzat să condamne bombardarea de către Israel a taberei de refugiați Jabalia din Fâșia Gaza din ziua precedentă, punând sub semnul întrebării dacă aceasta poate fi numită „atac”. Bjarni a declarat: „Depinde ce înțelegi prin «atac»”.

### Prim-ministru (2024, al doilea mandat)
La 9 aprilie 2024, Bjarni a devenit din nou prim-ministru al Islandei, după ce Katrín Jakobsdóttir a demisionat pentru a candida la președinție.
El și-a început al doilea mandat cu o rată de aprobare de doar 13%. Pe 18 aprilie, Bjarni a fost supus unui vot de neîncredere, care însă a eșuat, cu 35 de voturi împotrivă și 25 pentru.
La 13 octombrie, Bjarni a anunțat că guvernul s-a destrămat din cauza divergențelor privind politica externă, solicitanții de azil și politica energetică, motiv pentru care a convocat alegeri anticipate în noiembrie. La patru zile după acest anunț, Mișcarea Stânga-Verde s-a retras din guvern. Bjarni a preluat și portofoliile agriculturii, afacerilor sociale și muncii.